# Estación de Léchelles
La estación de Léchelles es una estación ferroviaria de la comuna suiza de Léchelles, en el Cantón de Friburgo.

## Historia y situación
La estación de Léchelles fue inaugurada en el año 1876 con la puesta en servicio del tramo Friburgo - Payerne de la conocida como línea del Broye transversal Friburgo - Payerne - Yverdon-les-Bains.
Se encuentra ubicada en el oeste del núcleo urbano de Léchelles. Cuenta con un andén lateral al que accede una vía pasante.
En términos ferroviarios, la estación se sitúa en la línea Friburgo - Yverdon-les-Bains. Sus dependencias ferroviarias colaterales son la estación de Grolley hacia Friburgo y la estación de Cousset en dirección Yverdon-les-Bains.

## Servicios ferroviarios
Los servicios ferroviarios de esta estación están prestados por SBB-CFF-FFS:

### Regionales
- R Romont - Friburgo - Payerne - Yverdon-les-Bains. Trenes cada hora entre Romont e Yverdon-les-Bains, parando en todas las estaciones del trayecto. Trenes entre Friburgo y Estavayer-le-Lac cada hora, totalizando una frecuencia en el tramo Friburgo - Estavayer-le-Lac de un tren cada media hora.